# Xã Rutland, Quận Montgomery, Kansas
Xã Rutland (tiếng Anh: Rutland Township) là một xã thuộc quận Montgomery, tiểu bang Kansas, Hoa Kỳ. Năm 2010, dân số của xã này là 282 người.